# Cicalengka Wetan
Cicalengka Wetan is een bestuurslaag in het regentschap Bandung van de provincie West-Java, Indonesië. Cicalengka Wetan telt 13.723 inwoners (volkstelling 2010).